# 서울 국제 마라톤
《서울 국제 마라톤》(Seoul International Marathon)은 동아일보사가 주최한 대한민국의 서울에서 열리는 국제 마라톤 대회이다.

## 연혁
- 1931년 제001회 마라손 경주회 대회 시작
- 1939년 동아일보사 인수해 주최
- 1940년 일제 탄압으로 인해 중단.
- 1953년 제23회 경영간 단축마라톤으로 부활
- 1964년 제34회 동아마라톤대회 명칭 변경
- 1982년 KBS가 중계를 시작하여, 서울국제마라톤대회 겸 개최
- 1992년 ~ 1993년 춘천에서 코스로 이동
- 1994년 ~ 1999년 경주에서 코스로 이동
- 1994년 동아마라톤대회로 명칭 변경
- 2000년 ~ 현재 서울에서 코스로 복귀
- 2000년 03년 만에 국제대회 부활
- 2000년 동아일보 경주오픈마라톤 신설
- 2002년 동아일보 백제큰길마라톤 신설
- 2007년: MBC로 중계권이 이양됨
- 2011년 동아일보 경주국제마라톤 명칭 변경
- 2011년 동아일보 공주마라톤 명칭 변경
- 2016년: 채널A로 중계권이 이양됨

## 역대 우승자

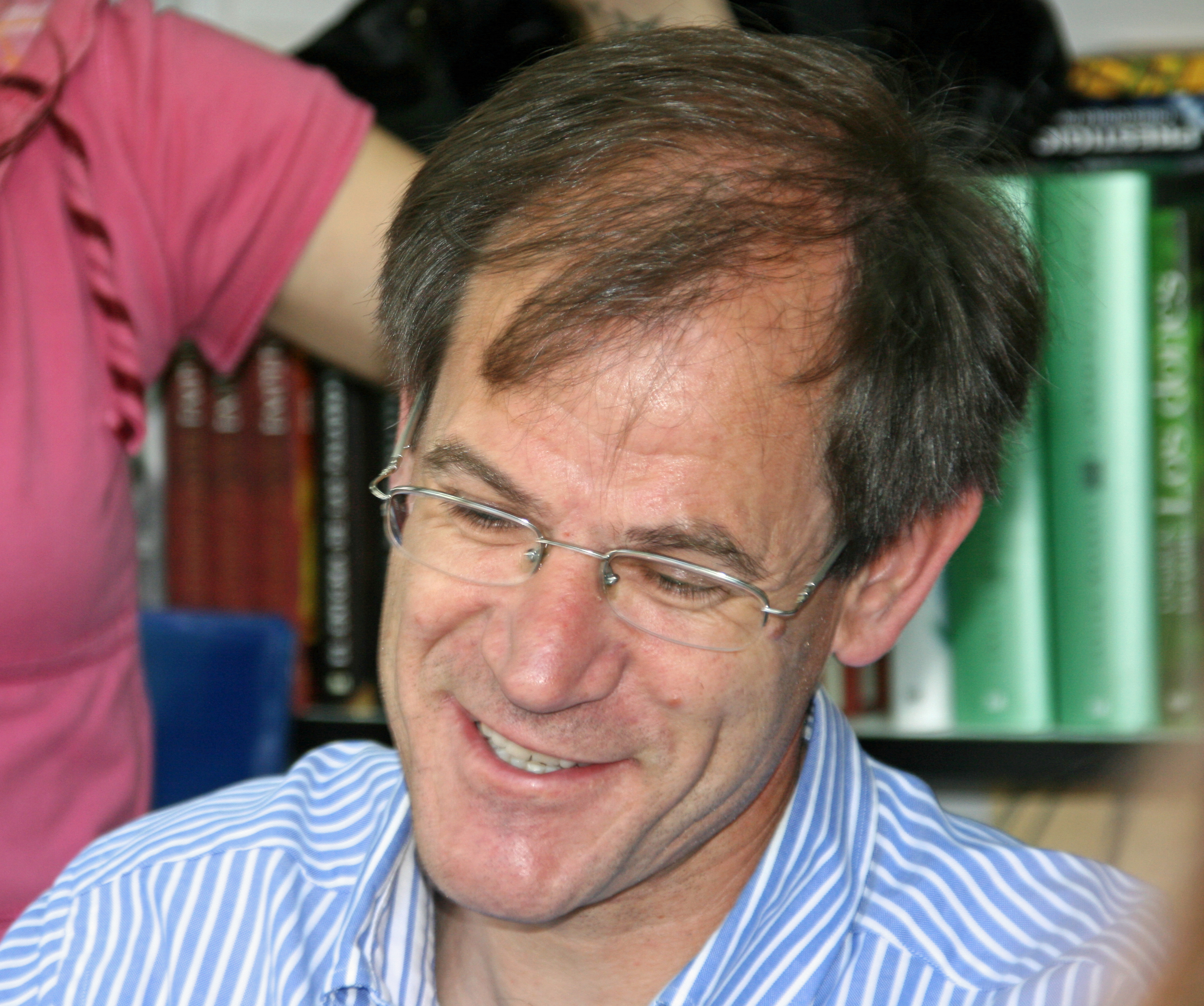
첫 외국인 우승자 중 한 명인 스페인의 아벨 안톤

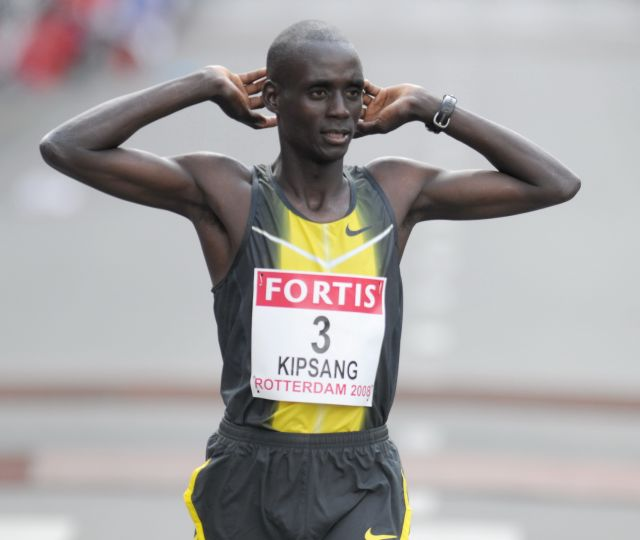
2005년 대회에서 케냐 대표로는 처음 우승한 윌리엄 킵상

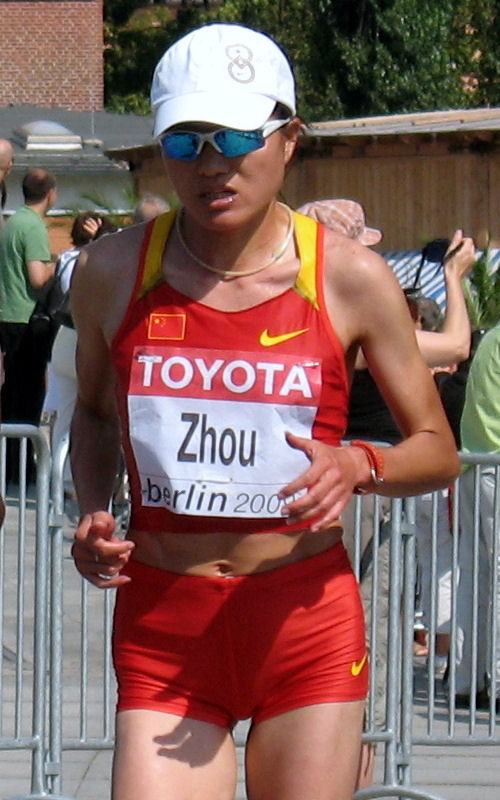
첫 여성기록 보유자인 중국의 저우춘슈

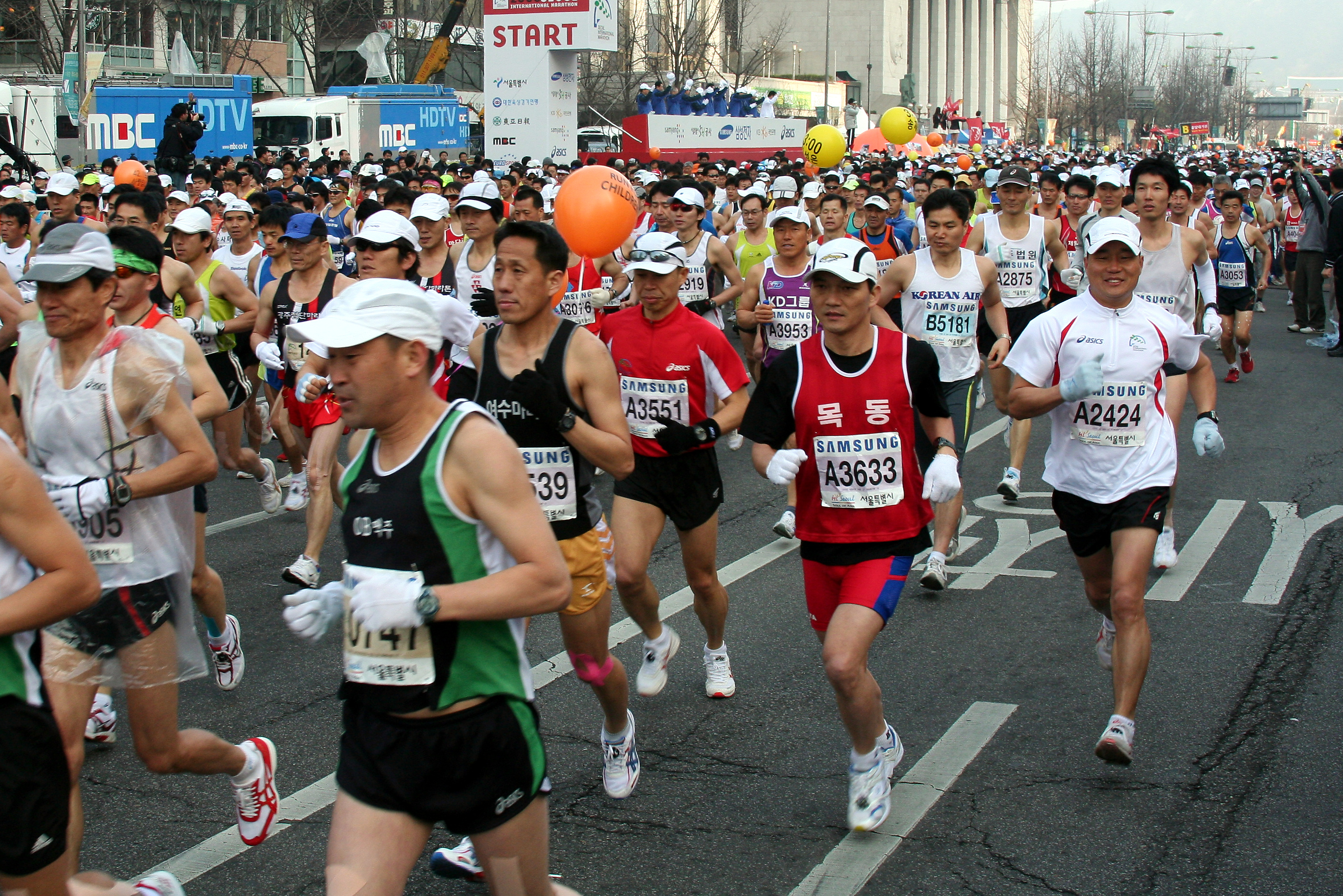
2008년 대회

### 준 마라톤
이때까지의 모든 경기 코스는 25km 거리였다.
| 횟수                                                                 | 연도             | 남자             | 기록                | 주석 및 기타             |
| 001                                                                  | 1931년           | 김은배           | 1:25:05 (23.2km)    |                          |
| 002                                                                  | 1932년           | 변용환           | 1:21:25             |                          |
| 003                                                                  | 1933년           | 손기정           | 1:24:03"00 (24.0km) | 광화문∼망우리            |
| 004                                                                  | 1934년           | 유장춘           | 1:20:34"0 (23.2km)  | 광화문∼영등포            |
| 005                                                                  | 1935년           | 이태우           | 1:22:45"0           |                          |
| 006                                                                  | 1936년           | 오동우           | 1:20:11"0           |                          |
| 007                                                                  | 1937년           | 이종록           | 1:31:45             | 동아일보 정간기간중 개최 |
| 008                                                                  | 대회 열리지 못함 | 대회 열리지 못함 | 대회 열리지 못함    | 대회 열리지 못함         |
| 009                                                                  | 1938년           | 유관흥           | 1:29:09"00          | 2위까지 대회신기록       |
| 010                                                                  | 1939년           | 지영룡           | 1:28:12"00          |                          |
| 011                                                                  | 1940년           | 현정효           | 1:29:18"20          | 01:29:18"20              |
| 《동아일보》정간 및 06·25 전쟁 등으로 제 12회에서 24회 대회까지 중단 |                  |                  |                     |                          |
| 025                                                                  | 1954년           | 임종우           | 1:23:43"0           | 10위까지 대회신기록      |
| 026                                                                  | 1955년           | 임종우           | 01:23:16"0          | 임종우 대회 첫 2연패     |
| 027                                                                  | 1956년           | 한승철           | 01:21'42"00         |                          |
| 028                                                                  | 1957년           | 이창훈           | 01:20:28            | 대회신기록               |
| 029                                                                  | 1958년           | 오천택           | 1:21:15"            |                          |
| 030                                                                  | 1959년           | 이상철           | 1:20'12"00          | 대회신기록               |

### 마라톤
범례:
  대회 기록
  아시아 선수권대회
| 횟수 | 연도   | 남자                   | 기록         | 여자                      | 기록            | 주석 및 기타                   |
| 20   | 1964년 | 이창훈                 | 2:27:13.8    | —                         | —               | 대회를 풀코스로 변경           |
| 21   | 1965년 | 이명정                 | 2:21:21.6 NR | —                         | —               |                                |
| 22   | 1966년 | 김복래                 | 2:19:07      | —                         | —               |                                |
| 23   | 1967년 | 유명종 (KOR)           | 2:19:44      | —                         | —               | 광화문∼오류동 코스             |
| 24   | 1968년 | 김봉래 (KOR)           | 2:19:42.9    | —                         | —               |                                |
| 25   | 1969년 | 송금용 (KOR)           | 2:20:28      | —                         | —               |                                |
| 26   | 1970년 | 김차환                 | 2:17:34.4    | —                         | —               | 대한민국 최고 기록             |
| 27   | 1971년 | 조재형                 | 2:19:15.8    | —                         | —               |                                |
| 28   | 1972년 | 김차환                 | 2:19:34.4    | —                         | —               |                                |
| 29   | 1973년 | 김차환                 | 2:17:01      | —                         | —               | 한국 최고 기록                 |
| 30   | 1974년 | 문흥주                 | 2:16:15      | —                         | —               |                                |
| 31   | 1975년 | 문흥주                 | 2:21:09.6    | —                         | —               |                                |
| 32   | 1976년 | 박원근                 | 2:18:20      | —                         | —               |                                |
| 33   | 1977년 | 마쓰다 도요이치 (JPN)  | 2:18:40      |                           |                 |                                |
| 34   | 1978년 | 박원근                 | 2:17:01      | —                         | —               |                                |
| 35   | 1979년 | 마쓰자키 마코토        | 2:17:18      | 문기숙 (KOR)              | — (10 km)       |                                |
| 36   | 1980년 | 일본 사토 쓰쓰무       | 2:16:46      | 미상                      | —               |                                |
| 37   | 1981년 | 이홍렬                 | 2:21:23.4    | 임은주                    | 2:02:08 (30 km) |                                |
| 38   | 1982년 | 김종윤                 | 2:16:58      | 안춘자                    | 3:01:50         | 한강변 순환코스                |
| 39   | 1983년 | 채홍락                 | 2:16:33      | 임은주                    | 2:48:13         | 여자부 풀코스 첫 실시          |
| 40   | 1984년 | 이홍렬                 | 2:14:59 NR   | 임은주                    | 2:39:48         | 남자부 2위까지 대한민국 신기록 |
| 41   | 1985년 | 유재성                 | 2:15:48      | 임은주                    | 2:45:06         |                                |
| 42   | 1986년 | 유재성                 | 2:14:06      | 김미경                    | 2:40:41         |                                |
| 43   | 1987년 | 이종희                 | 2:12:21      | 안영옥                    | 2:41:50         |                                |
| 44   | 1988년 | 김원탁                 | 2:12:41      | 이미옥                    | 2:33:14         | 한강변 코스에서 개최           |
| 45   | 1989년 | 임정태                 | 2:15:18      | 이미옥                    | 2:39:27         |                                |
| 46   | 1990년 | 김완기                 | 2:11:38 N    | 이미옥                    | 2:37:15         |                                |
| 47   | 1991년 | 김재룡                 | 2:12:35      | 이미옥                    | 2:41:43         |                                |
| 48   | 1992년 | 김재룡                 | 2:09:30      | 이미옥                    | 2:36:44         |                                |
| 49   | 1993년 | 김완기                 | 2:09:25      | 정영임                    | 2:45:52         |                                |
| 50   | 1994년 | 마누엘 마티아스        | 2:08:33      | 이미경                    | 2:35:44         |                                |
| 51   | 1995년 | 이봉주                 | 2:10:58      | 이미경                    | 2:38:08         |                                |
| 52   | 1996년 | 마르틴 피스            | 2:08:25      | 오미자                    | 2:30:09 NR      |                                |
| 53   | 1997년 | 아벨 안톤              | 2:12:37      | 방선희                    | 2:43:40         |                                |
| 54   | 1998년 | 김이용                 | 2:12:24      | 오미자                    | 2:37:16         |                                |
| 55   | 1999년 | 형재영                 | 2:11:34      | 오정희                    | 2:35:11         |                                |
| 56   | 2000년 | 정남균                 | 2:11:29      | 박고은                    | 2:33:06         | 서울~잠실 도심 코스            |
| 57   | 2001년 | 조시아 벰베            | 2:11:49      | 윤선숙                    | 2:32:09         |                                |
| 58   | 2002년 | 후지타 아쓰시          | 2:11:22      | 웨이야난                  | 2:25:06         |                                |
| 59   | 2003년 | 거트 타이스            | 2:08:42      | 저우춘슈                  | 2:23:18         |                                |
| 60   | 2004년 | 거트 타이스            | 2:07:06      | 이은정                    | 2:26:17         |                                |
| 61   | 2005년 | 윌리엄 킵상            | 2:08:53      | 저우춘슈                  | 2:23:24         |                                |
| 62   | 2006년 | 거트 타이스            | 2:10:40      | 저우춘슈                  | 2:19:51         |                                |
| 63   | 2007년 | 이봉주                 | 2:08:04      | 웨이야난                  | 2:23:12         |                                |
| 64   | 2008년 | 새미 코리르            | 2:07:32      | 장슈징                    | 2:26:11         |                                |
| 65   | 2009년 | 모세스 키멜리 아루세이 | 2:07:54      | 로베 톨라 구타            | 2:25:37         |                                |
| 66   | 2010년 | 실베스터 테이메트      | 2:06:49      | 아메인 고베나             | 2:24:13         |                                |
| 67   | 2011년 | 아브데라힘 굼리        | 2:09:11      | 로베 톨라 구타            | 2:26:51         |                                |
| 68   | 2012년 | 윌슨 로야나에 에루페   | 2:05:37      | 페이세 타데세 (ETH)       | 2:23:26         |                                |
| 69   | 2013년 | 프랭클린 쳅쿼니 (KEN)  | 2:06:59      | 플로메나 쳅치르치르 (KEN) | 2:25:43         |                                |
| 70   | 2014년 | 제이콥 자소 (ETH)      | 2:06:17      | 헬라 킵롭 (KEN)           | 2:27:29         |                                |

## 같이 보기
- 경주국제마라톤
- 공주마라톤
- 동아일보
- 이봉주
- 황영조
- 서윤복